# Стеван Лубурић
Стеван Лубурић „Чича“ (рођен 16. септембра 1904. у Београду, Краљевина Србија — преминуо 8. јуна 1970. у Београду, СФРЈ) је бивши југословенски фудбалер и фудбалски судија.
Наступао је за београдску Југославију пуних 12 година и у том периоду је освојио две титуле првака 1924. и 1925. Одиграо је 294 утакмице и постигао је 146 голова. По броју одиграних утакмица у том клубу, налази се на другом месту вечите листе иза Бранка Петровића „Шуце“ који је одиграо 308 утакмица.
За селекцију Београда одиграо је 25 утакмица, а национални дрес Југославије облачио је шест пута. Дебитовао је 28. октобра 1925. против Чехословачке (0-7) у Прагу. Постигао је један гол, 10. априла 1927. у победи над Румунијом од 3-0 у Букурешту. Последњу утакмицу у дресу репрезентације одиграо је 4. маја 1930. против Румуније (2-1) у Букурешту, у Купу пријатељских земаља.
Од 1941. до 1945. био је ратни заробљеник у Немачкој. Од 1945. радио је у тренерској организацији, а 1959. повукао се из фудбала. Радио је и у Савезном хидрометеоролошком заводу у Београду као рукoводилац рачуноводства.

## Трофеји

### СК Југославија
- Првенство (2): 1924. и 1925.